# Pinillos
Pour les articles homonymes, voir Pinillos (homonymie).
Pinillos est une commune de la communauté autonome de La Rioja, en Espagne.

## Démographie
| 1900 | 1910 | 1920 | 1930 | 1940 | 1950 | 1960 | 1970 | 1981 |
| ---- | ---- | ---- | ---- | ---- | ---- | ---- | ---- | ---- |
| 154  | 140  | 144  | 116  | 102  | 83   | 61   | 40   | 29   |

| 1991 | 2001 | 2011 | - | - | - | - | - | - |
| ---- | ---- | ---- | - | - | - | - | - | - |
| 26   | 29   | 16   | - | - | - | - | - | - |

## Administration

### Conseil municipal
La ville de Pinillos comptait 20 habitants aux élections municipales du 26 mai 2019. Son conseil municipal (en espagnol : Pleno del Ayuntamiento) se compose donc de 3 élus.
| Parti | Parti                 | Voix | %       | Élus  |
| ----- | --------------------- | ---- | ------- | ----- |
|       | Parti populaire (PP)  | 13   | 56,52 % | 2 / 3 |
|       | Partido Riojano (PR+) | 8    | 34,78 % | 1 / 3 |

### Liste des maires
| Mandat    | Maire | Maire                           | Parti |
| --------- | ----- | ------------------------------- | ----- |
| 1979-1983 |       | Julián Rodríguez Azaceta        | UCD   |
| 1983-1987 |       | Juan José Vidaurreta Vidaurreta | AP    |
| 1987-1991 |       | Juan José Vidaurreta Vidaurreta | AP    |
| 1991-1995 |       | Aurelio Vidaurreta Jiménez      | PP    |
| 1995-1999 |       | Aurelio Vidaurreta Jiménez      | PP    |
| 1999-2003 |       | José Luis Merino Aldea          | PP    |
| 2003-2007 |       | José Luis Merino Aldea          | PP    |
| 2007-2011 |       | José Luis Merino Aldea          | PP    |
| 2011-2015 |       | José Luis Merino Aldea          | PP    |
| 2015-2019 |       | José Luis Merino Aldea          | PP    |
| 2019-2023 |       | José Luis Merino Aldea          | PP    |